# شاپرک برگ‌پیچ شانه‌برفی
شاپرک برگ‌پیچ شانه‌برفی (نام علمی: Acleris nivisellana) نام یک گونه از سرده برگ‌پیچ‌های پهن است.